# 罗兰·巴尔
罗兰·巴尔（德語：Roland Baar，1965年4月12日—2018年6月23日），德国男子赛艇运动员。他曾代表西德、德国参加1988年、1992年和1996年夏季奥林匹克运动会赛艇比赛，获得一枚银牌和一枚铜牌。